# Roger Schneider (Schriftsteller)
Roger Schneider (* 26. März 1910 in Neuenburg; † 10. Juli 2005 in Köniz; heimatberechtigt in Bern) war ein Schweizer Schriftsteller.

## Leben

### Familie und Ausbildung
Der reformiert getaufte, gebürtige Neuenburger Roger Schneider, Sohn der Serviertochter Anna Margaretha Blättermann, Adoptivsohn des Coiffeurs Ernst Schneider, erhielt nach seinem Pflichtschulabschluss in Bern eine Ausbildung zum Coiffeur.
Roger Schneider heiratete im Jahre 1938 Alice Elsa, die Tochter des Hans Wynistorf. Er verstarb im Sommer 2005 in seinem 96. Lebensjahr in Köniz im Kanton Bern.

### Berufliche Laufbahn
Nach Wanderjahren, die ihn nach Lausanne, Paris und London führten, kehrte er in die Schweiz zurück, dort bekleidete er Berufsstellen in Lugano, Davos und Luzern. 1936 übernahm er das elterliche Coiffeurgeschäft, das er infolge des Aktivdiensts  zum Konkurs anmelden musste. Im Anschluss war Roger Schneider ab 1941 als Kondukteur und Wagenführer bei den Städtischen Verkehrsbetrieben Bern, ab 1947 als Aufseher und Fremdenführer im Bundeshaus, zuletzt als Ständerats- und Bundesratsweibel eingesetzt. Darüber hinaus wirkte er als Laienschauspieler und Regisseur.
Roger Schneider trat als Autor von Dialektstücken sowie autobiografisch untermalten Erzählungen hervor.

## Werke
- Dialektstücke
- Der Frömdelegionär : Dialektstück in 5 Akten, Francke, Bern, 1956
- Der Stüürverweigerer : Viel Luschtigs mit eme Hämpfeli Besinnlichem i 3 Akte, Francke, Bern, 1957
- Ds Doppelläbe : dreiviertel Stunde fröhlichi Unterhaltig i eim Akt, Francke, Bern, 1957
- Der Fall Mettler : Kriminal-Dialektstück in 4 Akten, Viktoria-Verlag, Bern, 1959
- Üses Vreni : Dialektlustspiel in 2 Akten, Francke, Bern, 1967
- Der Unggle us Amerika : Bühnenstück in einem Akt, Theaterverlag, Brugg Spring, 1978
- Ds Pflegchind : Volksstück in 3 Akten, Theaterverlag, Brugg Spring, 1978
- Autobiografisch untermalene Erzählungen
- Unger der Bundeshuuskupple : e Weibel verzellt, Emmentaler Druck, Langnau, 1987, ISBN 3-85654-871-8
- Abgstämplet : d Gschicht vonere ledige Mueter, Emmentaler Druck, Langnau, 1994
- Der Flickschueni: Gschichte vo früecher, Licorne-Verlag, Murten, 2000, ISBN 3-85654-827-0